# Raymond Cazelles
Raymond Cazelles (Deuil-la-Barre, Sena y Oise, 23 de julio de 1917-París, 2 de junio de 1985), fue un historiador francés, especialista en el siglo XIV.

## Biografía
Exalumno de la École Nationale des Chartes (promoción de 1945), fue conservador de las colecciones del museo Condé  de Chantillí de 1971 a 1983.
El 22 de noviembre de 1958, Cazelles defendió su tesis doctoral en la Sorbona, titulada La société politique et la crise de la royauté sous Philippe de Valois; su tesis complementaria está dedicada a Lettres closes, lettres «de par le roi» de Philippe de Valois. El jurado estaba formado por Édouard Perroy, Robert Fawtier, Georges Tessier, Yves Renouard y Michel Mollat du Jourdin, y le concedieron a Raymond Cazelles la mención «muy honorable».

## Publicaciones
- Jean l'Aveugle (en francés). Bourges: Tardy. 1947. pp. XVI-292. [compte rendu en ligne]

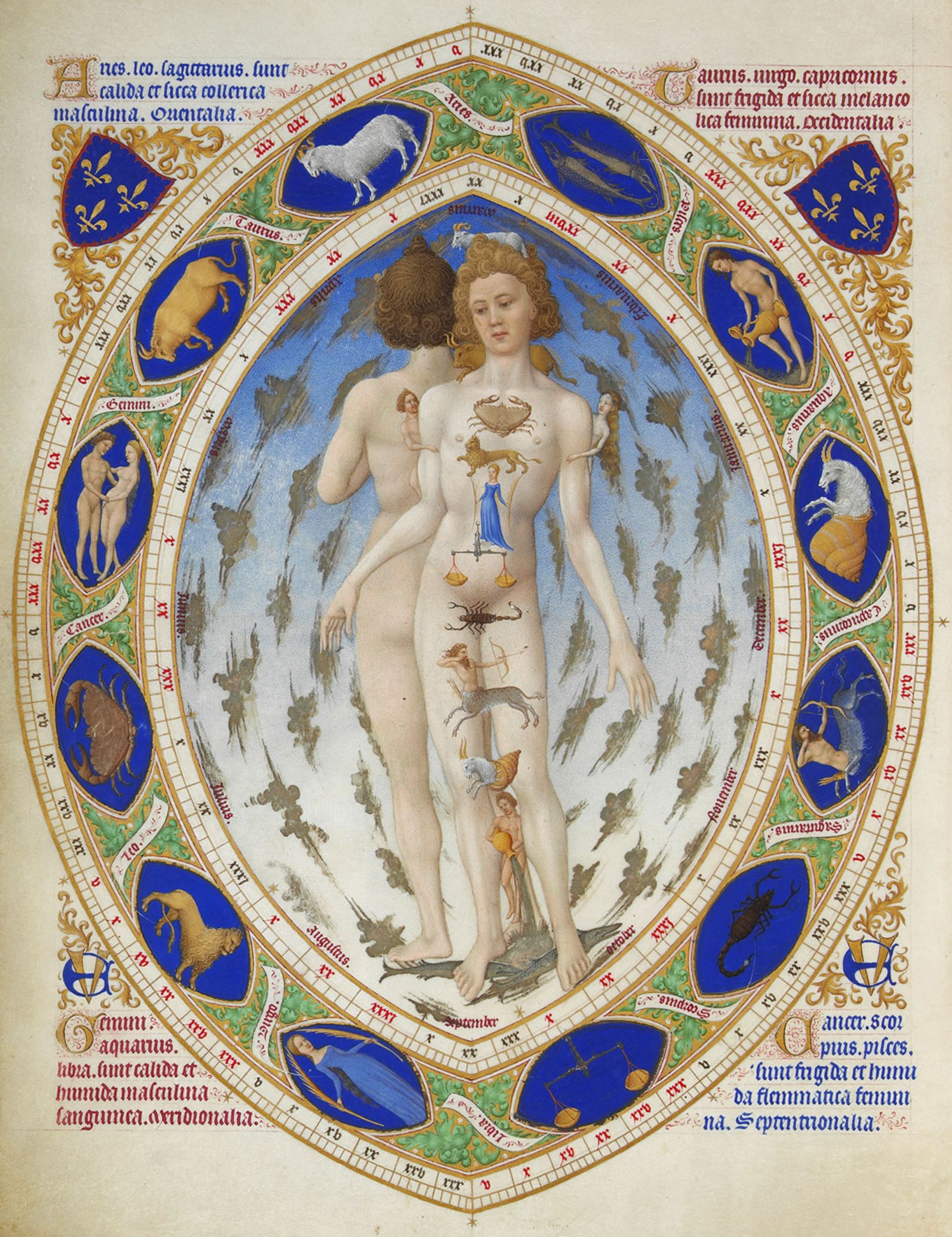
El hombre anatómico, una de las iluminaciones de las Très Riches Heures du duc de Berry.

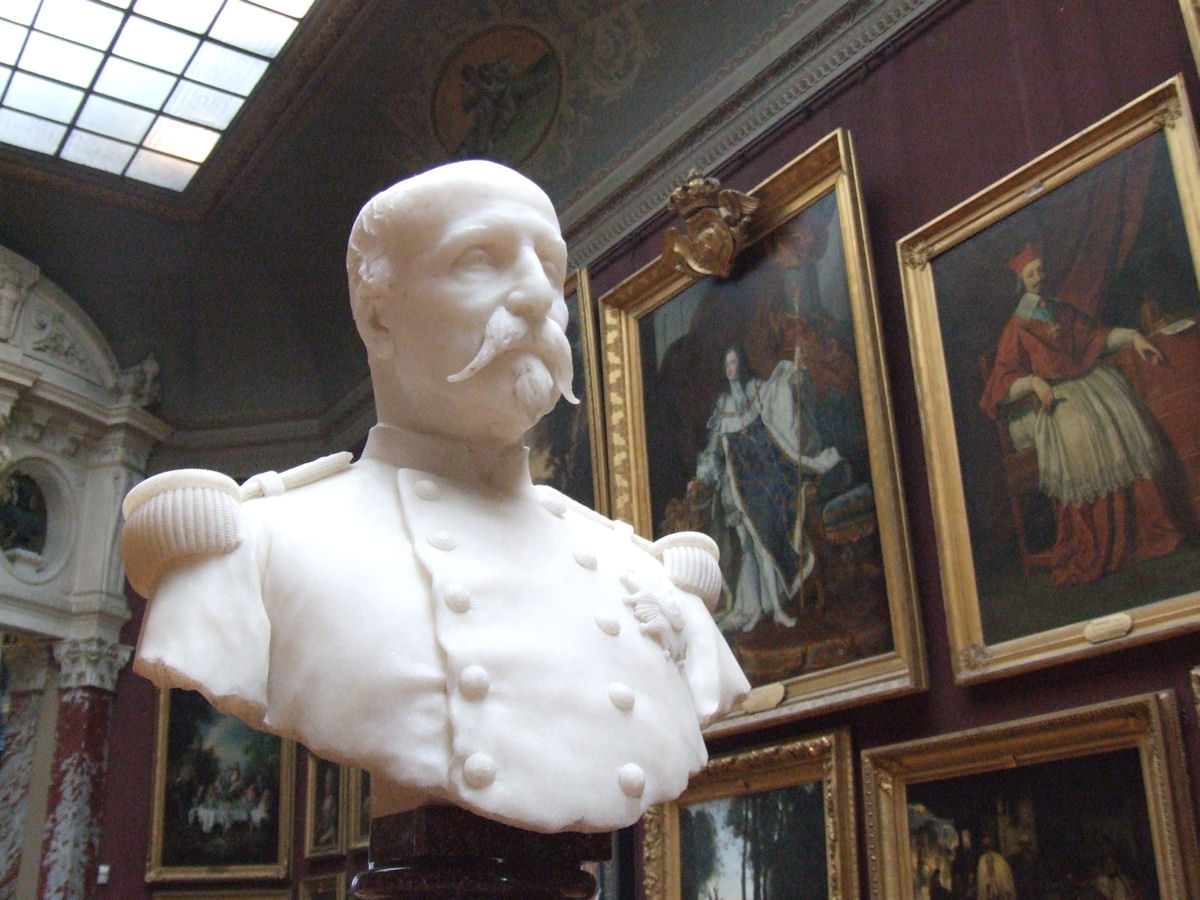
Busto de Henri d'Orléans, duque de Aumale en el museo Condé.

- La société politique et la crise de la royauté sous Philippe de Valois. Bibliothèque elzévirienne. Nouvelle série. Études et documents (en francés). París: D'Argences. 1958. p. 495.,
- Chantilly (en francés). Alpina. décembre de 1975. p. 63. ISBN 978-2-7000-0134-1.
- Société politique, noblesse et couronne sous Jean le Bon et Charles V. Mémoires et documents publiés par la Société de l'École des chartes (en francés). Genève / París: Droz. 1982. p. 625. ISBN 2-600-04531-7.
- Étienne Marcel (en francés). París: Tallandier. 1984. p. 375. ISBN 2-235-01580-8.
- Le Duc d'Aumale (en francés). París: Tallandier. juin de 1984. p. 490. ISBN 2-235-01603-0.
- Les Très Riches Heures du Duc de Berry. Références. Luzern: Faksimile-Verlag. 1984. pp. 416+435.
- Les Très Riches Heures du Duc de Berry. Références. Tournai: La Renaissance du livre. 2003. p. 238. ISBN 2-8046-0582-5.

## Premios
- 1959: Premio Gobert de la Academia de las Inscripciones y de las Bellas Letras por La société politique et la crise de la royauté sous Philippe de Valois.[2]
- 1973: Premio Berger de Histoire de París aux XIIIe et XIV siècles.[2]
- 1975: Premio Broquette-Gonin (literatura) de la Academia Francesa por veinticuatro parapoemas
- 1984: Premio Robert-Christophe por Le Duc d'Aumale .[4]